# The Dragon and the Wolf
«The Dragon and the Wolf» es el séptimo y último episodio de la séptima temporada de la serie de fantasía medieval de HBO Game of Thrones. Fue escrito por los creadores de la serie, David Benioff y D. B. Weiss y dirigido por Jeremy Podeswa.
El episodio recibió una recepción positiva por parte de los críticos, que enumeraron la reunión en la Fosa de Dragones, la revelación de la identidad de Jon Snow, la falta de cooperación de Cersei Lannister en la lucha contra los Caminantes Blancos, la actuación final de Aidan Gillen como Meñique y la demolición del Muro como puntos destacados. En Estados Unidos, el episodio alcanzó una audiencia de 12.07 millones de espectadores, convirtiéndose en el episodio más visto en la historia de la serie. Además, recibió varias nominaciones a los premios Emmy por su guion, la dirección de Podeswa, la música de Djawadi y también Peter Dinklage y Lena Headey fueron nominados como mejor actor y mejor actriz de reparto, respectivamente.
El título del episodio hace referencia a la unión de la Casa Targaryen (dragón) y la Casa Stark (lobo) y su nueva alianza. "El dragón y el lobo" también marca la aparición final de Aidan Gillen.

## Argumento

### En Desembarco del Rey
Cersei Lannister (Lena Headey), Daenerys Targaryen (Emilia Clarke) y sus comitivas se encuentran. El Perro (Rory McCann) y Jon Nieve (Kit Harington) utilizan con éxito el espectro capturado, un cadáver animado, para comprobar la existencia y la amenaza planteada por los Caminantes Blancos y su legión de no-muertos. Euron Greyjoy (Pilou Asbæk), atemorizado, aparentemente decide regresar con su flota a las Islas de Hierro, ya que los Caminantes Blancos no pueden nadar. Cersei acepta ayudar en la "Gran Guerra" contra los muertos con la condición de que Jon permanezca neutral entre las reinas; Jon afirma que ya juró lealtad a Daenerys, por lo que Cersei retira su apoyo.
Tyrion Lannister (Peter Dinklage) va solo a enfrentarse a Cersei, quien ha rechazado las urgencias de Jaime (Nikolaj Coster-Waldau) de reconsiderar la oferta; Tyrion y Cersei hablan sobre su familia, y Tyrion radica en afirmar que Daenerys quería destruir Desembarco del Rey hasta que él la convenció de que no lo hiciera. Durante la conversación, Tyrion se da cuenta de que Cersei está embarazada. La Reina regresa a la reunión y acepta enviar a todo su ejército al norte para luchar contra los Caminantes Blancos.
Jaime se prepara para movilizar el ejército hacia el Norte; sin embargo, Cersei revela que mintió y no se unirá a la causa de Daenerys y Jon. Le confiesa que Euron no partió a las Islas de Hierro, sino hacia Essos para transportar a la Compañía Dorada, el mejor ejército mercenario a sueldo, con el que luchará contra la facción que resulte ganadora luego de la Gran Guerra. Jaime está disgustado por su insensibilidad y se niega a romper su palabra; a pesar de la amenaza de Cersei de que la Montaña lo matara, él la abandona y se dirige al Norte cuando la nieve comienza a caer en Desembarco del Rey.

### En Rocadragón
Daenerys y su tropa regresan y planean viajar a Invernalia para unificar fuerzas con Jon contra los Caminantes. Jorah Mormont (Iain Glen) aconseja a Daenerys que vuele allí con un dragón para evitar posibles intentos de asesinato, pero ella decide viajar por mar y tierra con Jon, con la esperanza de obtener el apoyo popular. Theon Greyjoy (Alfie Allen) busca la ayuda de Jon, quien le dice que es tanto un Greyjoy como un Stark, y declara que ambos conservan el legado de Ned Stark. Theon decide ir a salvar a Yara, pero un líder de los soldados restantes de la Flota de Hierro se opone. Theon derrota al hombre en una pelea brutal y los demás se unen a él.

### En Invernalia
Sansa Stark (Sophie Turner) y Petyr Baelish (Aidan Gillen) discuten las acciones de Arya. Meñique aconseja a Sansa que siempre asuma que los demás tiene el peor motivo posible; le hace creer a Sansa que Arya la asesinará para convertirse en Lady de Winterfell. Sansa convoca a Arya Stark (Maisie Williams) ante los señores del Norte y el Valle, pero en lugar de acusar a su hermana, acusa a Meñique de asesinato y traición, corroborado por Bran Stark (Isaac Hempstead-Wright). Al no encontrar aliados entre la multitud, Sansa le agradece por sus lecciones y Arya lo ejecuta cortándole la garganta con la daga de acero valyrio. Más tarde, Sansa y Arya se complementan mutuamente, pero afirman que son más fuertes juntas.
Samwell Tarly (John Bradley) llega a Winterfell con su familia. Sam habla con Bran y él le dice que los verdaderos padres de Jon fueron Rhaegar Targaryen y su tía, Lyanna Stark. Su apellido no es Nieve, sino Arena, el apellido de los bastardos en Dorne. Sam revela información del diario del Alto Septon: en secreto, el matrimonio entre Rhaegar Targaryen con Elia Martell se anuló y se casó con Lyanna. Con sus habilidades de verdevidente, Bran viaja al pasado y es testigo de la boda y el nacimiento de Jon, conociendo el nombre que Lyanna le dio: Aegon Targaryen. Bran determina que, como hijo legítimo de Rhaegar, Jon es el verdadero heredero del Trono de Hierro.

### En el Mar Estrecho
Tyrion es testigo del encuentro entre Jon Nieve y Daenerys. Ellos dos ceden a sus sentimientos el uno para el otro y ambos tienen relaciones sexuales.

### En Guardaoriente
El ejército de los no-muertos llega a Guardaoriente; cuando aparece el Rey de la Noche montando a Viserion convertido en espectro, Tormund ordena a los vigías que evacuen el Muro. Lanzando fuego azul, Viserion destruye Guardaoriente y una gran parte del Muro, permitiendo a los Caminantes Blancos invadir finalmente los Siete Reinos.

## Producción
"El dragón y el lobo" fue escrito por los creadores de la serie, David Benioff y D. B. Weiss. En el artículo "Inside the Episode" publicado por HBO tras la transmisión del episodio, describieron la reunión en la Fosa de Dragones como una de las escenas más desafiantes del episodio para escribir, ya que consideraron que era importante darle a cada personaje su debido. Weiss describió las interacciones entre diferentes personajes como "engañosamente difíciles", y la necesidad de que los actores "interpreten a la persona con la que se supone que están interpretando" para que la escena se traduzca correctamente durante el proceso de filmación.
Para la culminación de la historia de Invernalia y la muerte de Meñique, Benioff y Weiss destacaron la importancia de las escenas previas al final, que describieron como una amenaza realista entre Arya y Sansa, y Benioff dijo "es uno de los beneficios de trabajar en un programa como este, donde a lo largo de los años tantos personajes toman decisiones que desearías que no tuvieran, que puede creer que Sansa podría conspirar contra Arya, o que Arya podría decidir que Sansa ha traicionado a la familia y merece morir". Benioff continuó revelando su entusiasmo al ver la actuación de Aiden Gillan como Meñique, ya que era la primera vez que escribían una escena en la que el personaje no era consciente, diciendo "se ha imaginado cada eventualidad concebible, excepto esta". Isaac Hempstead-Wright, quien interpreta a Bran, describió una escena que fue escrita originalmente entre su personaje y Sansa, pero que luego fue eliminada del episodio.
Otro desafío relacionado con la redacción del episodio fue la revelación de Jon Snow, ya que consistía principalmente en detalles que ya se habían revelado en escenas anteriores. Como tal, la inclusión de un montaje, de Rhaegar y Lyanna, y de Jon y Daenerys, fue una de la formas en que Benioff y Weiss declararon que podían abordar este problema. Weiss señaló que era importante dejar claro que "esto era casi como una bomba de información a la que se dirigía Jon". Benioff continuó describiendo la intimidad de Jon y Daenerys como una complicación "a nivel político" y "a nivel personal", debido a que los dos están relacionados.
Al escribir la interacción final entre Jaime y Cersei, Benioff sintió que era importante transmitir la negativa de Cersei a confiar su plan de abandonar el acuerdo para luchar contra los Caminantes Blancos y la subsiguiente alineación con Euron y el Banco de Hierro, y su efecto en Jaime, diciendo "es está dando cuenta de que su lealtad hacia ella no se refleja en su lealtad hacia él. Creo que eso es absolutamente lo que informa su decisión de abandonar Desembarco del Rey".
Antes del final de la temporada, Benioff y Weiss revelaron que siempre se planeó que la penúltima temporada terminara con la destrucción del Muro y el ejército de Caminantes Blancos cruzando los Siete Reinos. Weiss señaló: "el Muro mantuvo estas cosas fuera durante ocho mil años y no hay ninguna razón real para que no pueda seguir haciendo eso a menos que algo haga un agujero en el Muro. Hay una cosa en el tablero desde el principio que ahora es lo suficientemente grande para hacer eso y es un dragón". También consideraron que era esencial que el final de la séptima temporada contrastara bien con los episodios del final de la temporada anterior, en particular el final de la sexta temporada, "Vientos de Invierno", que Benioff declaró que tenía un "final más triunfante" en oposición a algo "mucho más horrible" con la conclusión de "El dragón y el lobo".

## Recepción

### Audiencia
"El dragón y el lobo" fue visto por 12.07 millones de espectadores en su primera emisión por HBO, y por 4.4 millones adicionales en plataformas de transmisión, para un total de 16.5 millones de espectadores. Esto estableció un récord de calificación para Game of Thrones como el episodio con más audiencia hasta la fecha, superando a "Guardaoriente", que anteriormente tenía el récord.

### Crítica
El episodio fue elogiado por los críticos, que mencionaron la reunión en la Fosa de Dragones, la falta de cooperación de Cersei para derrotar a los Caminantes Blancos, la actuación de Aidan Gillen como Meñique y la demolición del Muro como puntos destacados del capítulo. El episodio recibió una calificación del 87% en Rotten Tomatoes, con un promedio de 8.7/10. El consenso de la web dice: "aunque el ritmo es mucho más lento que el de la temporada anterior, 'El dragón y el lobo' entregó conclusiones satisfactorias a varios ángulos de la historia, y estableció con maestría la temporada final de la serie".
El ritmo del episodio recibió críticas variadas, con Matt Fowler de IGN alabando su habilidad para "ofrecer escenas significativas llenas de diálogo, engaños, revelaciones y gritos". Le dio al episodio un 9.3/10. Por otro lado, Erik Kain, de Forbes, creía que el episodio era demasiado apresurado, pero lo elogió por ser uno de los "episodios más satisfactorios que HBO nos ha dado hasta la fecha". Enumeró la revelación de la identidad de Jon Snow como uno de los momentos más importantes del episodio, y lo elogió por el encuentro sexual entre Jon y Daenerys.
Myles McNutt de The A.V Club escribió que el episodio volvió al ritmo lento del estreno, pero le dio un B+ en general. Jeremy Egner, de The New York Times, también elogió el episodio, aunque con algunas críticas hacia la previsibilidad del episodio, afirmando que si buen hubo "muchos momentos agradables y un espectáculo de fuego azul, y que efectivamente organizó los enfrentamientos culminantes de la próxima temporada, no ofreció mucho en el camino de la sorpresa".
Kain y McNutt también criticaron que Rhaegar Targaryen se pareciera demasiado a su hermano Viserys Targaryen.